# Gackstroemia alpina
Gackstroemia alpina là một loài Rêu trong họ Lepidolaenaceae. Loài này được R.M. Schust. mô tả khoa học đầu tiên năm 1972.